# 외트뵈시 (단위)
외트뵈시는 매 거리 당의 가속도 값을 나타내는 단위로 종전 센티미터 그램 초 단위 (cgs)와 함께 사용되었다. 1 외트뵈시는 1 센티미터당 10− 9 갈릴레오로 정의되고, 기호는 E이다.
SI 단위 또는 CGS 단위계로, 1외트뵈시 = 10 − 9 초 − 2이다.
지구의 중력 기울기 , 즉 지구 표면의 한 점에서 다른 점으로의 중력 가속도 벡터의 변화는 관습적으로 외트뵈시 단위로 측정된다. 지구의 중력 기울기는 지구가 거의 구형인 형상으로 인한 구성 성분에 의해 지배되는데, 이는 3,080 E의 수직 인장 중력 기울기와(고도의 1m 증가는 약 0.3 mGal의 중력 감소를 초래한다), 그 값의 약 2분의 1이 되는 수평 압축 중력 구배 즉 1,540 E를 초래한다. 이 값은 지구 자전에 의하여 위치에 따라 약 5 E 정도 차이가 발생한다. 산악 지대의 중력 구배 편차는 수백 외트뵈시 정도로 큰 경우도 있다.
외트뵈시 단위는 지구 중력장의 기울기에 대한 선구적인 연구를 한 헝가리 물리학자인 외트뵈시 로란드의 이름을 따서 명명되었다.